# GE-400
GE-400 — серия компьютеров с разделением времени, выпускавшихся компаниями General Electric и Honeywell Bull в 1960-х годах.

## История
В серия GE-400 входили модели: 415, 425, 435, 455 и 465. Все компьютеры этой серии имели длину слова 24 бита с оперативной памятью на магнитных сердечниках объёмом до 32 Кбайт и поддерживали до восьми каналов ввода/вывода. 
Использовались операционные системы DPS (дисковая) и DAPS (ленточная). Языки программирования: Basic Assembly Language, Macro Assembly Language, Cobol 61, Fortran IV.
К этой серии принадледжала также ЭВМ GE 412, которая имела длину слова 20 бит и предназначалась для применения в управлении производственными процессами.
Серию GE-400 сменили несовместимые с ней 36-битные компьютеры GE-600.